# Milorad Čavić
Milorad Čavić (Anaheim, Kalifornija, 31. svibnja 1984.) je srbijanski plivač, član plivačkog kluba "Partizan" iz Beograda.
Bivši je vlasnik je svjetskog rekorda na 100 m delfin kojeg je postavio na Europskom prvenstvu u Dublinu 2003. godine, te europskog rekorda na 50 metara delfin, postavljenog na Europskom prvenstvu u Eindhovenu 2008. Zlato iz Eindhovena mu je bilo treće uzastopno zlato na 50 m delfin s europskih prvenstava. Na svečanost dodjele medalja, Milorad je došao s natpisom na majici "Kosovo je Srbija", što je izazvalo negativne reakcije u Europskoj plivačkoj federaciji. Zbog te političke poruke, suspendiran je s prvenstva, ali mu osvojeno zlato nije oduzeto. Zbog tog njegovog postupka i srbijanski savez je kažnjen sa 7.000 eura.
Izuzev svjetskih i europskih odličja i rekorda može se pohvaliti i srebrnim odličjem s Olimpijskih igara u Pekingu 2008. u utrci na 100 metara delfin. Zlato mu je izmaklo za svega jednu stotinku, a pobijedio ga je Michael Phelps, kojemu je to bilo sedmo zlatno odličje na OI 2008. Bila je to disciplina u kojoj je Milorad bio najbolji u kvalifikacijskim utrkama. Ušao je u finale s prvim vremenom i olimpijskim rekordom. Gotovo 99 metara utrke je bio i vodeći, ali ga je na kraju ipak Phelps uspio prestići.

## Poveznice
- Web stranica  Arhivirana inačica izvorne stranice od 23. ožujka 2008. (Wayback Machine)
- pkpartizan.rs  Arhivirana inačica izvorne stranice od 8. svibnja 2017. (Wayback Machine) - Plivački klub Partizan, Beograd
- FINA profil